# 12002 Suess
12002 Suess (1996 FR1) là một tiểu hành tinh vành đai chính được phát hiện ngày 19 tháng 3 năm 1996 bởi P. Pravec và L. Šarounová ở Ondrejov.
The asteroid được đặt tên sau tên the Austrian geologist Franz Eduard Suess (1867–1942).